# Lidiya Yurkova
Pour l’article homonyme, voir Okolo (homonymie).
Lidiya Vitalyevna Yurkova (née Okolo-Kulak le 15 janvier 1967 à Moguilev) est une athlète biélorusse spécialiste du 100 mètres haies et du 60 mètres haies.

## Palmarès
| Date | Compétition                   | Lieu      | Résultat | Épreuve     | Performance |
| ---- | ----------------------------- | --------- | -------- | ----------- | ----------- |
| 1985 | Championnats d'Europe juniors | Cottbus   | 3e       | 100 m haies | 13 s 30     |
| 1985 | Championnats d'Europe juniors | Cottbus   | 2e       | 4 × 100 m   | 44 s 49     |
| 1989 | Universiades                  | Duisbourg | 2e       | 100 m haies | 12 s 73     |
| 1990 | Championnats d'Europe         | Split     | 3e       | 100 m haies | 12 s 92     |

## Records
| Épreuve     | Performance | Lieu         | Date           |
| ----------- | ----------- | ------------ | -------------- |
| 100 m haies | 12 s 66     | Kiev         | 5 juillet 1990 |
| 60 m haies  | 7 s 86      | Tcheliabinsk | 4 février 1990 |